# Лонджи
Ло̀нджи (на италиански: Longi; на сицилиански: Lonci, Лончи) е село и община в Южна Италия, провинция Месина, автономен регион и остров Сицилия. Разположено е на 616 m надморска височина. Населението на общината е 1566 души (към 2011 г.).